# Bezręka dziewczyna
Bezręka dziewczyna (niem. Das Mädchen ohne Hände) – baśń braci Grimm opublikowana w roku 1812 w ich zbiorze Baśni (tom 1, nr 31).

## Treść[1]
Pewien młynarz popadł w wielką nędzę. Pewnego dnia spotkał w lesie diabła, który obiecał uczynić go bogatym, jeśli w ciągu trzech lat odda mu to co stoi za młynem. Młynarz sądząc, że obcy ma na myśli jabłoń, która tam rosła przystał na to. Kiedy młynarz wrócił do domu i opowiedział o tym żonie, ta z przerażeniem poinformowała go, że ich córka zamiatała wtedy za młynem podwórze i to ją miał na myśli diabeł.
Trzy lata córka spędziła bogobojnie i bez grzechu. Kiedy nadszedł termin, w którym diabeł miał się po nią zjawić, umyła się do czysta i narysowała wokół siebie krąg kredą. Diabeł nie mógł się do niej zbliżyć. Wówczas zażądał od młynarza, by odciął ręce córce, w przeciwnym razie groził, że zabierze jego. Młynarz, wystraszony groźbami, spełnił ten rozkaz. Jego córka nadal jednak była niedostępna dla diabła, który wściekły musiał ustąpić. 
Młynarz obiecał córce, że niczego jej nie zabraknie, gdyż byli już bogaci, ale ona postanowiła opuścić rodzinny dom. Wędrowała dzień i noc, aż doszła do królewskiego pałacu. Były tam drzewa owocowe, ale nie mogła się do nich zbliżyć, gdyż ogród otaczał rów z wodą. Zaczęła się modlić. Wtedy przybył anioł, który otworzył śluzę i spuścił wodę. Dziewczyna weszła do ogrodu, chwyciła ustami jedną gruszkę i zjadła ją. Nasyciwszy głód schowała się w krzakach. Scenę tę zobaczył obecny tam ogrodnik, który widział anioła i sądził, że dziewczyna to duch. Zawiadomił o tym króla. Król wraz z ogrodnikiem i księdzem, postanowili czekać w nocy, by też zobaczyć ducha. Kiedy nastała noc, dziewczyna wyszła z krzaków i znów zjadła gruszkę. 
Król przemówił do niej, a przekonawszy się, że nie jest duchem, lecz nieszczęśliwą dziewczyną, postanowił ją przygarnąć. Odtąd dziewczyna zamieszkała na zamku. Ponieważ była piękna i dobra, król zakochał się w niej i wkrótce potem poślubił. Kazał jej też zrobić sztuczne ręce ze srebra. 
Pewnego dnia, kiedy król przebywał poza zamkiem, dziewczyna urodziła mu dziecko. Matka króla pośpiesznie napisała o tej radosnej nowinie do syna. Diabeł, który pragnął dziewczynie zaszkodzić, podmienił list na taki, w którym było napisane, że królowa powiła bękarta. Król otrzymawszy taki list zdumiał się, ale odpisał, by opiekowali się jego żoną i dzieckiem do jego powrotu. Wtedy sam zbada sprawę. Jednak diabeł znów podmienił list. W jego liście był rozkaz, by zabić niezwłocznie królową i dziecko. 
Matka króla przeraziła się listem syna. Chcąc ratować synową, kazała jej zabrać dziecko i uciekać z dala od zamku. Dziewczyna rozpoczęła wędrówkę przez las. Kiedy się zmęczyła, zaczęła się modlić. Wtedy ukazał się jej anioł. Zaprowadził ją do chatki w lesie, na której był napis "Każdy, kto tu mieszka, jest wolny". Z domku powitała ją śnieżnobiała kobieta. Powiedziała, że jest aniołem zesłanym od Boga, by opiekować się nią i jej dzieckiem. Dziewczyna zamieszkała w chatce. Spędziła tam siedem lat i niczego jej nie brakowało. 
Tymczasem król wrócił na zamek, chcąc rozmówić się z żoną. Matka zaczęła mu robić wyrzuty, że kazał jej zamordować dwie niewinne osoby. Pokazała mu listy, które sfałszował diabeł. Król przeraził się tym. Wówczas matka opowiedziała mu, że nie spełniła tego rozkazu. Król oświadczył, że nie spocznie, aż nie znajdzie żony i dziecka. Siedem lat poszukiwał jej po lesie. W końcu trafił na domek z napisem "Każdy, kto tu mieszka, jest wolny". Z domku powitał go anioł i zaprosił do środka. Tam czekali na niego żona z synem. Okazało się, że jego żona ma znów zdrowe ręce, które z woli Bożej jej odrosły. 
Po posiłku cała rodzina wróciła na zamek.